# Symétrie de reparamétrisation
En physique, la symétrie de reparamétrisation ou invariance par reparamétrisation est la propriété d'une théorie d'être inchangée sous les changements de coordonnées de l'espace-temps. Par exemple la relativité générale est invariante par reparamétrisation mais la théorie de l'électromagnétisme originale ne l'est pas, on peut cependant la modifier de façon à la rendre invariante sous changements de coordonnées.